# Salomonotettix
Salomonotettix is een geslacht van rechtvleugeligen uit de familie doornsprinkhanen (Tetrigidae). De wetenschappelijke naam van dit geslacht is voor het eerst geldig gepubliceerd in 1939 door Günther.

## Soorten
Het geslacht Salomonotettix omvat de volgende soorten:
- Salomonotettix cheesmanae Günther, 1938
- Salomonotettix godeffroyi Günther, 1939
- Salomonotettix hygrophilus Ichikawa, 1994
- Salomonotettix leveri Günther, 1935
- Salomonotettix overbecki Günther, 1939
- Salomonotettix truncatus Bolívar, 1898